# Linfonodo di Virchow
Il linfonodo di Virchow, o anche linfonodo di Virchow-Troisier, è un linfonodo ingrossato, rigido, posto in sede sopraclaveare sinistra, che può contenere metastasi di tumori maligni addominali (ad esempio neoplasia maligna dello stomaco).
Il nome deriva dal famoso anatomo-patologo Rudolf Virchow (1821-1902) e da Charles Émile Troisier (1844-1919), medico francese.

## Significato clinico
I tumori maligni degli organi interni possono raggiungere uno stadio avanzato prima della comparsa di sintomi. Per esempio, il cancro allo stomaco può rimanere asintomatico durante la metastatizzazione. Uno dei primi siti di comparsa di metastasi è la regione sopraclaveare sinistra; il linfonodo sopraclaveare è il classico linfonodo di Virchow in quanto si trova sul lato sinistro del collo laddove il drenaggio linfatico della maggior parte del corpo, dal dotto toracico entra nella circolazione venosa attraverso la vena succlavia.
La diagnosi differenziale di un linfonodo di Virchow ingrossato include il linfoma, alcuni tumori maligni intra-addominali, il carcinoma mammario, il carcinoma polmonare e l'infezione (ad esempio del braccio).